# AOpen
AOpen ist ein taiwanischer Hersteller von PC-Komponenten und Peripheriegeräten für Computer.

## Firma

AOpen-Logo bis 2013

Die Firma wurde im Dezember 1996 gegründet, der Hauptsitz befindet sich heute im Neihu-Distrikt von Taipeh in Taiwan, Regionalniederlassungen werden in San José in den Vereinigten Staaten, für Europa in Hertogenbosch (Niederlande), Madrid (Spanien) und Moskau (Russland), für Asien in Tokio (Japan) und Shanghai (China) unterhalten. In Hongkong in China befindet sich auch eine Produktionsstätte von AOpen, eine weitere in Zhongshan in der Provinz Guangdong in China. Der Vertrieb für den deutschsprachigen Raum erfolgt aus Hertogenbosch in den Niederlanden. AOpen wird seit August 2002 an der Börse in Taiwan unter dem Tickersymbol 3046 gehandelt.

## Produkte
Zum Produktspektrum gehören Hauptplatinen, optische Laufwerke, Grafikkarten, Soundkarten, Eingabegeräte (u. a. Mäuse), Sprechgarnituren und Computergehäuse in verschiedenen Bauformen mit PC-Netzteilen und CPU-Lüftern.
AOpen ist bekannt für seine MoDT-Technik („Mobile on Desktop“), die es ermöglicht, Pentium-M-Prozessoren auf Desktop-Systemen einzusetzen. Da der Pentium IV im Vergleich zum Pentium M sehr heiß wird, produzierten 2005/2006 viele Hersteller Desktop-Mainboards für den Pentium M.

### miniPC

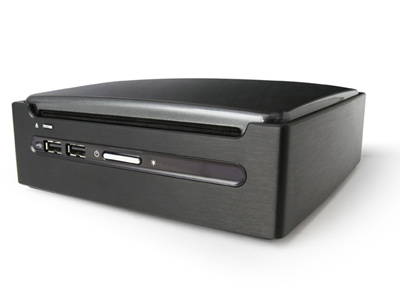
AOpen XC mini MP945

Eines von AOpens bekanntesten MoDT-Systeme ist der AOpen miniPC, ein dem Mac mini ähnlich sehender Computer, der mit vorinstalliertem Linspire ausgeliefert wird. Kritiker bezeichnen den miniPC als einfache Kopie des Mac mini, vor allem da der miniPC kurz nach dem Mac mini auf den Markt kam. AOpen dementiert jedoch: „AOpen hat schon zwei Jahre in die Entwicklung und das Marketing des miniPCs investiert. Das miniPC-Konzept ist weit älter als der Mac mini.“ Abgesehen von der Frage, welches der beiden Konzepte jetzt das ältere ist, fällt doch auf, dass Apple AOpen bisher nicht wegen des Designs des miniPCs verklagt hat. AOpen hat im März 2006 auf der Intel-Entwicklerkonferenz (IDF) eine neue Version des miniPC (MP945-VX) vorgestellt.